# Sa'dun Hammadi
Sa'dun Hammadi (Kerbala, 22 de junio de 1930-Alemania, 14 de marzo de 2007) fue primer ministro de Irak bajo la dictadura de Sadam Huseín desde el 23 de marzo de 1991 hasta al 13 de septiembre del mismo año.

## Biografía
Hammadi nació en Kerbala en una familia chiita. Se unió al Partido Baaz Árabe Socialista en el 40. En 1956 obtuvo un PhD, en economía en la Universidad de Wisconsin-Madison. En 1957 retornó a Irak para enseñar economía en la Universidad de Bagdad. Desde 1974 a 1983 ocupó el cargo de ministro de Petróleo y ministro de relaciones exteriores; desde 1983 hasta 1990 y desde 1996 a 2003 fue presidente de la Cámara de Representantes.
Hammadi fue posteriormente encarcelado en un campo de prisioneros en Irak después de la destitución de Sadam Huseín en 2004, después de nueve meses bajo custodia estadounidense, fue liberado y reasentado en Catar mientras se encontraba bajo tratamiento médico.
Murió en un hospital de Alemania debido a leucemia, el 14 de marzo de 2007.